# Języki barito zachodnie
Języki barito zachodnie – grupa spokrewnionych języków austronezyjskich używanych w Indonezji, przez mieszkańców południowego Borneo.
Do grupy języków barito zachodnich należą następujące języki: 
- język kohin
- język ot danum (dohoi)
- język siang
- język bakumpai
- język ngaju.

Propozycja grupy języków barito zachodnich wywodzi się z pracy A.B. Hudsona (1967) . A.D. Smith (2017, 2018) nie akceptuje tej grupy, zamiast tego wyróżniając samodzielne gałęzie barito: północno-zachodnią i południowo-zachodnią, o zasadniczo odmiennych cechach fonologii i leksyki.